# Снивода (заказник)
Снивода — гідрологічний заказник місцевого значення. Оголошений відповідно до рішення 5 сесії Вінницької обласної ради 6 скликання від 29.04.2011 р. № 104. Розташований у межах та перебуває у користуванні Кривошиївської, Лознянської, Маркушівської, Мар'янівської, Пустовійтівської, Рибчинецької, Скаржинецької, Сьомаківської, Уланівської сільських рад Хмільницького району Вінницької області. Площа 827,66 га.
Заказник оголошено з метою збереження у природному стані комплексу водно-болотних угідь, що включають русло та заплаву річки Снивода — притоки Південного Бугу.